# لحم محفوظ

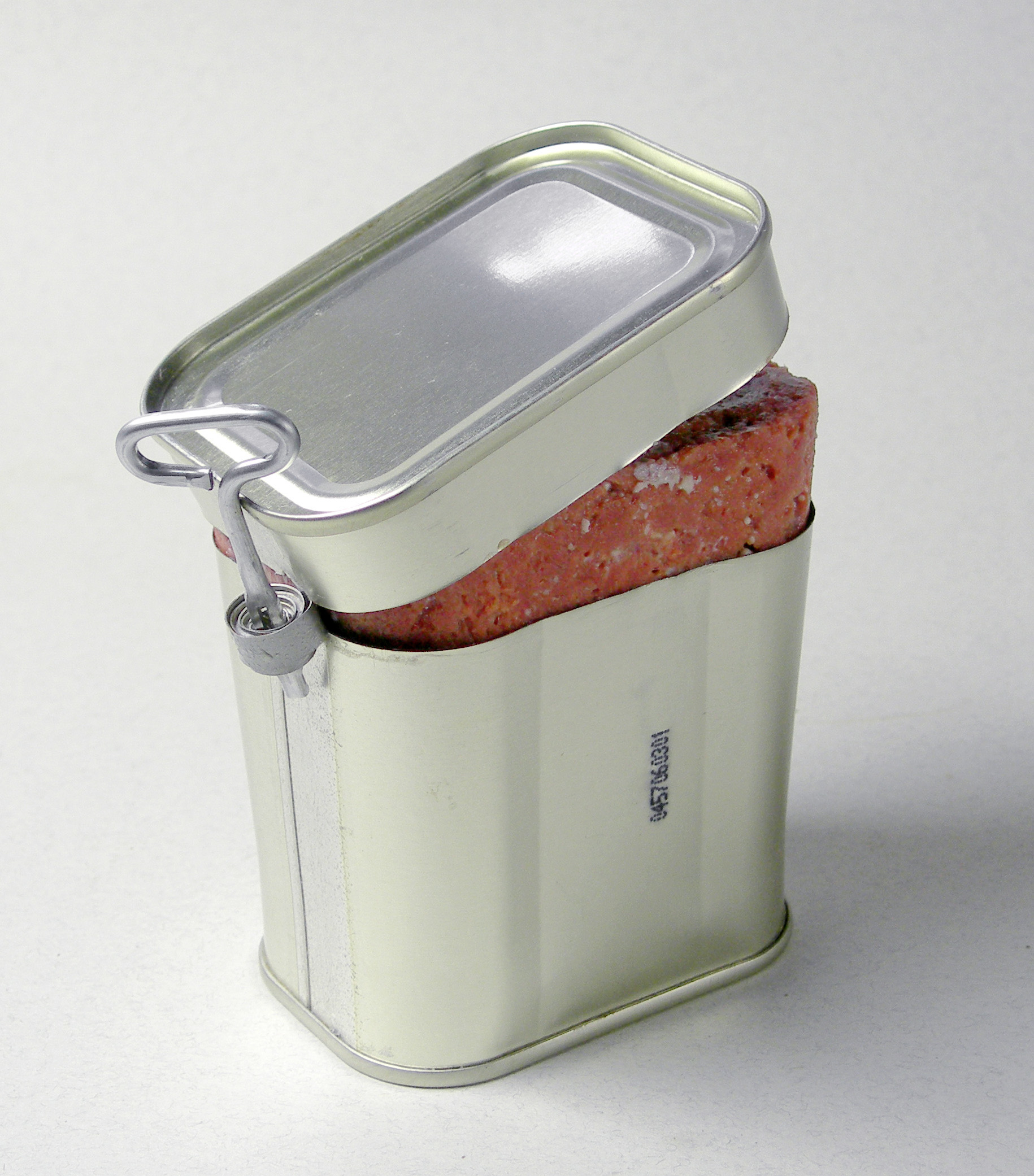
لحم محفوظ معلب

اللحم المحفوظ هو نوع من أنواع لحم البقر (عادة) أو لحم الدجاج الذي يكون مطبوخ ومعتق في الماء المالح المنكه بالبهارات مع الإضافات الكيميائية الحافظة مثل كلوموتينات الصوديوم.
يعلب اللحم عادة في علب معدنية.